# Partit Popular Democràtic (Puerto Rico)
El Partit Popular Democràtic (castellà: Partido Popular Democrático, PPD) és un partit polític porto-riqueny que defensa mantenir l'estat polític actual de Puerto Rico com un territori no incorporat dels Estats Units amb un autogovern. Es va fundar el 1938 pels dissidents del Partit Liberal de Puerto Rico i el Partit Unionista. Els seus fundadors el van definir com a centre-esquerre en l'espectre ideològic i aquests darrers anys tanmateix, els seus dirigents el descriuen com a centrista. El partit fou dirigit inicialment per Luis Muñoz Marín, el primer porto-riqueny elegit governador directament pels ciutadans de Puerto Rico.
En termes d'estat, el PPD contrasta políticament amb el Partit Nou Progressista (PNP) que defensa per Puerto Rico poder esdevenir un estat més dels Estats Units, i amb el Partit Independentista Porto-riqueny (PIP) que defensa la independència de Puerto Rico.
Els membres dels PPD són generalment anomenats populares i majoritàriament estan afiliats amb el Partit Democràtic dels Estats Units.

## Plebiscits sobre l'estatus polític
El Partit Nou Progressista (PNP) va liderar dues campanyes sobre l'estatus de Puerto Rico el 1993 i el 1998. Localment anomenats els plebiscits, van ser realitzats per consultar els ciutadans de Puerto Rico sobre l'estatus polític futur de l'illa amb relació als Estats Units. El 1993 el PPD va fer campanya a favor de continuar igual, com a territori no incorporat (Commonwealth), mentre que el PNP va defensar la plena estatidat. El resultat fou continuar com a territori no incorporat amb el 48% dels vots.
El 1998, el Governador del PNP Pedro Rosselló va dur a terme un plebiscit no obligatori sobre l'estatus polític, on els votants van ser preguntats per escollir entre quatre possibles opcions: estatidat, associació lliure, commonwealth (territori no incorporat) o independència; i una cinquena "cap de les anteriors". El Partit Popular Democràtic va dirigir una campanya en contra del plebiscit, cridant a l'electorat a votar per l'opció "cap de les anteriors". Aquesta darrera opció fou la guanyadora i, entre les quatre alternatives, l'estatidat fou l'opció que va guanyar més vots.
El PPD demana un estat associat lliure, autònom, mantenint Puerto Rico una relació voluntària amb el govern federal dels Estats Units en àrees de benefici mutu, com la defensa nacional, com qualsevol altre estat.
El 8 de gener de 2007 el governador Aníbal Acevedo Vilá va declarar que preténia obtenir suport per disposar d'estatus polític de Puerto Rico a l'Assemblea General de les Nacions Unides (ONU). Ell esperava aquest suport tant de l'interior i exterior de Puerto Rico com de dins i fora del PPD.

## Logo i himne
El logotip del PPD porta la silueta d'un treballador de granja rural, el jibaro, portant un barret de palla, amb les paraules pa, terra, llibertat. El PPD és l'únic partit de Puerto Rico amb un himne propi, "Jalda Arriba".